# Hessen
Hessen (franciául: Hesse) Németország egyik szövetségi tartománya az ország nyugati részén. Az ország egyik legfontosabb tartománya gazdasági, pénzügyi és közlekedési szempontból. Frankfurt am Main révén a tartomány Európa egyik pénzügyi központja, itt található a Német Szövetségi Bank, az Európai Központi Bank és a Frankfurti Értéktőzsde is. 21 114 km²-es területével Németország hetedik legnagyobb tartománya, ezzel az ország területének mintegy 5,91%-át fedi le. Közel 6,2 millió fős lakosságával pedig a szövetség ötödik legnépesebb tagja, ezzel az ország népességének 7,35%-ával rendelkezik. Népsűrűsége bőven az országos átlag alatt van.
Nyugatról Rajna-vidék-Pfalz és Észak-Rajna-Vesztfália, északról Alsó-Szászország, keletről Türingia, délről pedig Bajorország és Baden-Württemberg határolja. Székhelye a "Weltkurstadt" becenéven is gyakran nevezett Wiesbaden, amely elegáns gyógyfürdőiről és termálforrásairól ismert, amelyek már a római idők óta vonzzák a gyógyulni vágyókat. Emellett ismert történelmi épületeiről, mint a Kurhaus, valamint kulturális rendezvényeiről és borvidéki fekvéséről is. De nevezetesebb települései a fontos Frankfurt am Main, Németország pénzügyi központja, az ország legforgalmasabb repülőtérével, Darmstadt tudományos és technológiai központ, az ESA egyik székhelyével és Kassel, Észak-Hessen kulturális központja, a híres documenta kortárs művészeti kiállítás otthona.
Németország középső részén fekszik, dombos-hegyes tájakkal és termékeny síkságokkal. A tartományt átszeli a Rajna mellékfolyója, a Majna (Main), valamint a Fulda és a Lahn folyók. Legjelentősebb hegységei közé tartozik a Taunus, a Vogelsberg (Európa legnagyobb vulkáni eredetű hegysége) és a Rhön. Hessen területének nagy részét erdők borítják, így az egyik legzöldebb német tartomány. Északon inkább hegyvidéki, míg délen – különösen a Rajna-vidékhez közelebb – síkabb, enyhébb éghajlattal. A tartomány központi fekvése fontos közlekedési csomóponttá teszi, különösen Frankfurt révén. Éghajlata mérsékelt óceáni, csapadékos, de viszonylag kiegyensúlyozott hőmérsékletű.
Területe már az ókorban is lakott volt, a rómaiak határvidéke volt. A középkorban több kisebb állam, például Hessen-Kassel és Hessen-Darmstadt uralta. 1567-ben a Hessen tartománygrófság feloszlott különböző ágra. A régió a harmincéves háború és más konfliktusok során többször hadszíntérré vált. A 19. században a német egységesülési folyamat részeként Poroszországhoz csatlakozott. Frankfurt 1866-ig szabad város volt, majd porosz kézre került. 1945-ben, a második világháború után jött létre a mai Hessen tartomány. Ma Hessen Németország egyik legfejlettebb és legfontosabb gazdasági régiója.

## Neve
Hessen tartomány neve a germán Chatten (latinul: Chatti) törzs nevéből ered, akik az i. sz. 1. században a mai Észak- és Közép-Hessen területén éltek. A törzs neve a nyelvi fejlődés során több lépésben alakult át: a latin Chatti formából előbb Hatti, majd Hassi, végül Hessen lett.
A "Hessen" elnevezés a német nyelvben a lakosok nevének többes számú datív alakjából származik, utalva arra, hogy ez a "hesseni emberek földje" (Hessenland).  A latin középkori forrásokban a terület neve Hassia vagy Hessia formában szerepel.
Bár a Chatten törzs és a mai hesseni lakosság közötti közvetlen leszármazás nem bizonyítható, a név fennmaradása jól mutatja a régió történelmi folytonosságát.

## Földrajz

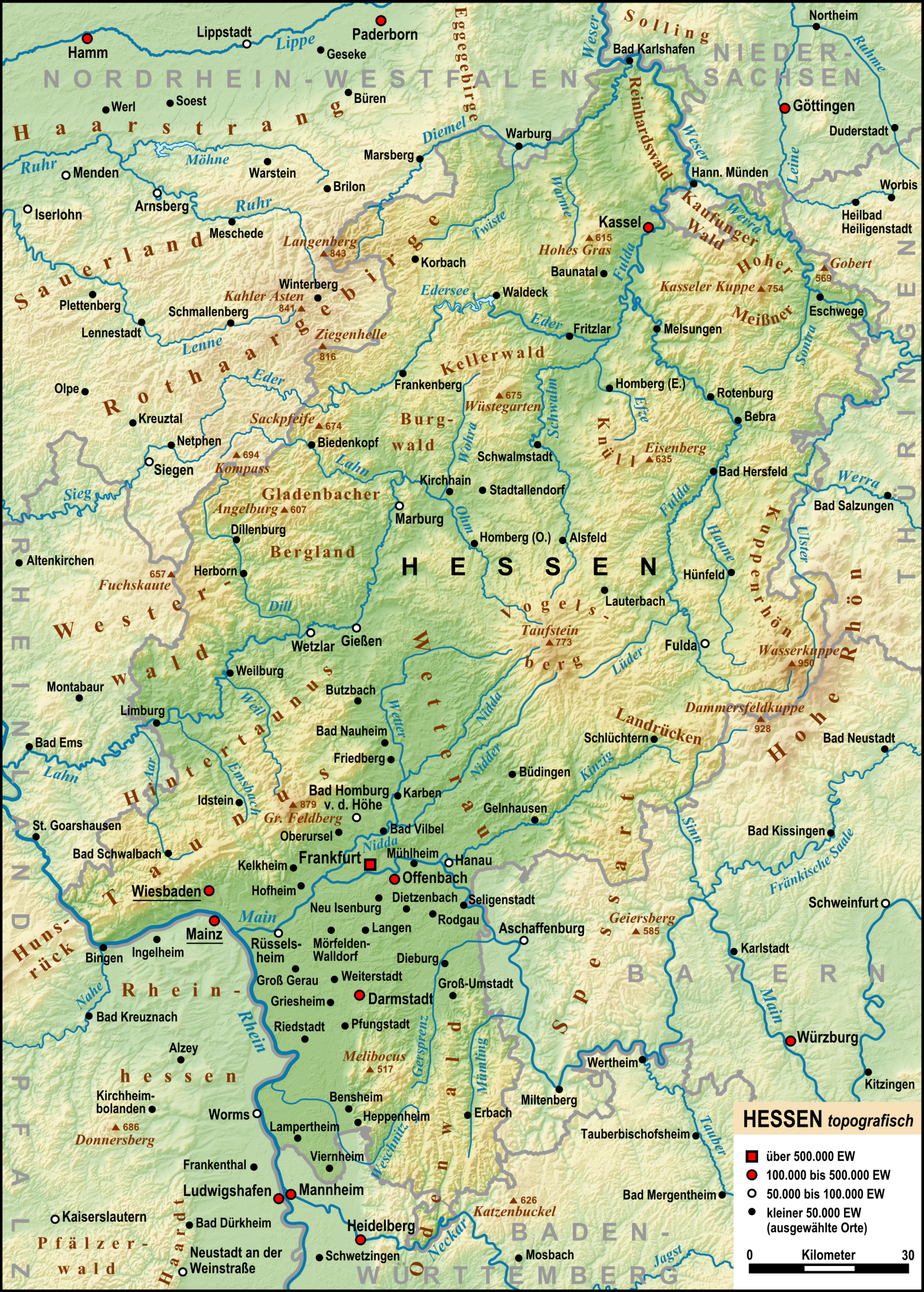
Hessen domborzati térképe

Északon Alsó-Szászországgal, északkeleten Türingiával, délkeleten Bajorországgal, délen Baden-Württemberggel, délnyugaton Rajna-vidék-Pfalzcal, északnyugaton pedig Észak-Rajna–Vesztfáliával szomszédos.
Délen a Felső-Rajna-árok lapos vidéke található, melynek északi része a Wetterau termékeny síksága. Északon a Nyugat-hesseni-medence fekszik. A tartomány többi részét középhegységek borítják.
Hegyei a Kaufungerwald, a Kellerwald, a Knüll, a Rhön, a Rothaar, a Vogelsberg (mind a Hesseni-hegyvidék részei), a Spessart (a Sváb–Frank-lépcsővidék része), a Taunus és a Westerwald (mind a Rajnai-palahegység részei), valamint az Odenwald (a Felső-Rajna-árok peremhegységeinek része). Legmagasabb pontja a Wasserkuppe (950 m) a Rhönben.
Főbb folyói az Eder, a Fulda, a Lahn, a Majna, a Rajna (délnyugati határfolyó) és a Werra.

## Története
A mai hesseni állam a Hessen-Kassel, Hessen-Darmstadt, Hessen-Rotenburg és Hessen-Homburg nevű hercegségek, valamint a Frankfurt am Main szabad város, a Waldeck és Nassau hercegségek területeiből alakult ki.
A hesseni alkotmány 1946. december 1-jén lépett életbe. Hessen volt az első német tartomány, amely a második világháború után új alkotmányt fogadott el.
A tartomány közigazgatási területét az amerikai katonai kormányzat 2. proklamációjával Groß-Hessen (Nagy-Hessen) néven 1945. szeptember 19-én állították helyre. A tartomány neve az alkotmány életbelépésével Hessen lett.

## Politika, közigazgatás

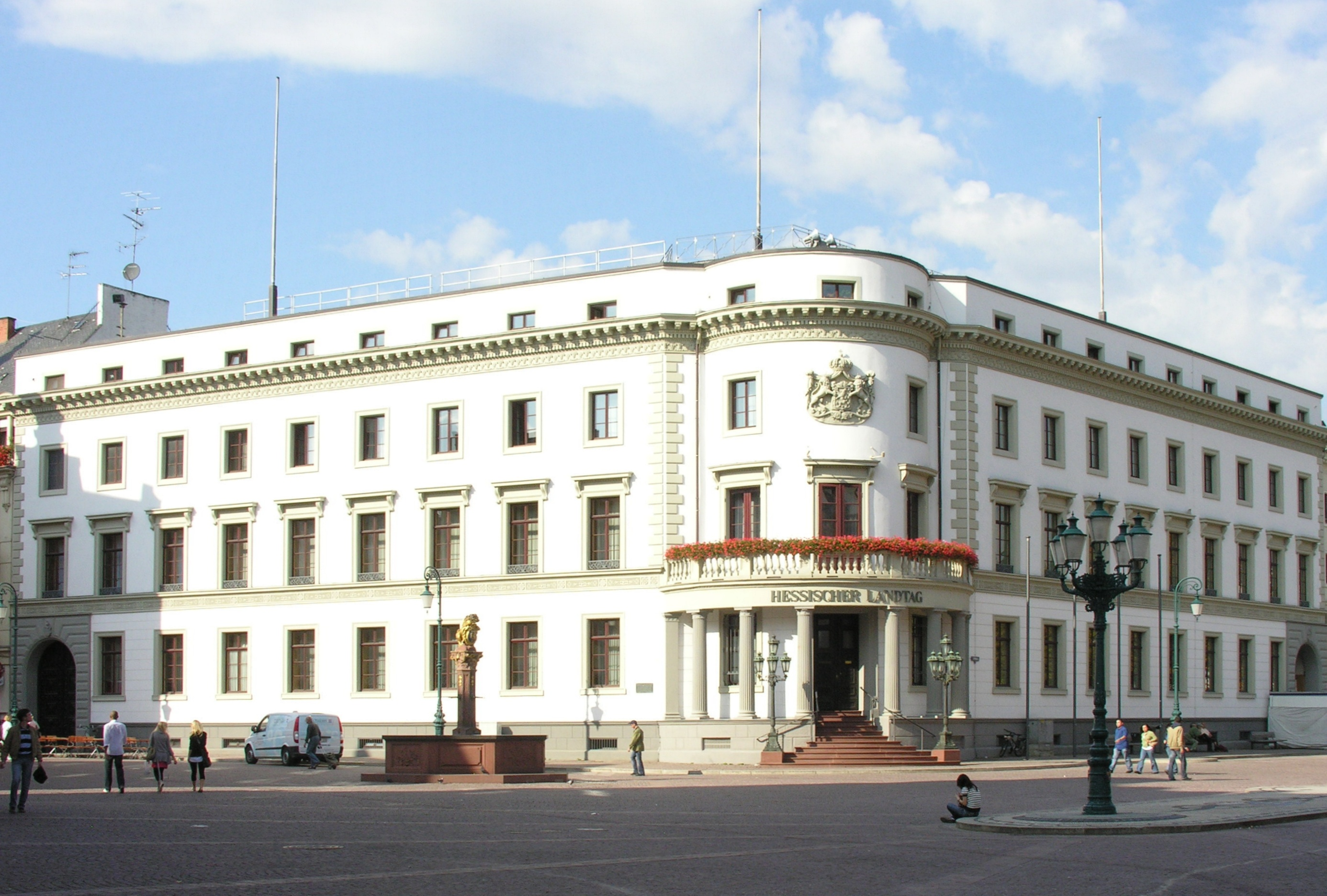
A parlament (Landtag) épülete Wiesbadenben

### Politika
Az összes állami hivatal székhelye Wiesbadenben van, melyek a következők:
- Parlament (Hessischer Landtag)
- Állami Bíróság (Hessischer Staatsgerichtshof)
- Állami Kancellária (Staatskanzlei), a miniszterelnök székhelye
- Állami Kriminalisztikai Intézet (Landeskriminalamt)
- Állami Rendőrakadémia (Hessische Polizeischule)
- Állami Statisztikai Intézet (Statistisches Landesamt)
- Az összes minisztérium, melyek a következők:
  - Belügy- és Sportminisztérium
  - Gazdaság, Közlekedés és Állami Fejlődés Minisztériuma
  - Igazságszolgáltatási Minisztérium
  - Képzettségszolgáltatási Minisztérium
  - Környezet- és Fogyasztóvédelmi Minisztérium
  - Pénzügyminisztérium
  - Tudomány és Művészet Minisztériuma

A parlament olyan törvényeket is hozhat, amelyek a hesseni alkotmányt is megváltoztathatják, ugyanakkor a német szövetségi alkotmány az alapvető emberi jogok területén továbbra is magasabb rangú. Így például a hesseni alkotmány megengedi a halálbüntetést, a német szövetségi viszont tiltja. Ennek eredőjeként Hessenben sincs halálbüntetés. Ugyanakkor vannak olyan területek, amelyekről teljesen a tartományi parlament dönt, például az állami oktatáspolitika vagy belügyi kérdések.
Minden tartománynak saját költségvetése van.
Az aktuális miniszterelnök 2010 óta Volker Bouffier (CDU). A Parlamentben a képviselői helyek száma 110. A korábban hagyományosan SPD többségű tartományban a 2003. február 2-i választásokon sikerült a CDU-nak abszolút többséget szereznie (56 képviselői hely), a 2008. január 27-i tartományi parlamenti választásokon azonban nem sikerült ezt az eredményt megtartaniuk. A két nagy párt (CDU és SPD) egyaránt 42-42 képviselői helyet szerzett, és egyik sem tudott megfelelő koalíciós partnerrel kormányt alakítani. Politikai patthelyzet alakult ki, ezért 2009. január 18-án rendkívüli választást tartottak Hessenben. Ezt követően megalakult az első Bouffier-kormány. A 2013-as választásokon ismét a CDU nyert, de nem szerzett többséget, így alakult meg 2014-ben Németország első olyan kormánya, ahol a CDU koalíciós partnere a Zöldek.

### Közigazgatás
Hessen tartomány 21 járásból és 5 önálló városból áll.
| 1. Bergstraße járás (Kreis Bergstraße) (Székhely Heppenheim) 2. Darmstadt-Dieburgi járás (Landkreis Darmstadt-Dieburg) (Székhely Darmstadt) 3. Groß-Geraui járás (Kreis Groß-Gerau) (Székhely Groß-Gerau) 4. Hochtaunus járás (Hochtaunuskreis) (Székhely Bad Homburg) 5. Main-Kinzig járás (Main-Kinzig-Kreis) (Székhely Gelnhausen) 6. Main-Taunus járás (Main-Taunus-Kreis) (Székhely Hofheim am Taunus) 7. Odenwald járás (Odenwaldkreis) (Székhely Erbach (Hessen)) 8. Offenbachi járás (Landkreis Offenbach) (Székhely Dietzenbach) 9. Rheingau-Taunus járás (Rheingau-Taunus-Kreis) (Székhely Bad Schwalbach) 10. Wetterau járás (Wetteraukreis) (Székhely Friedberg (Hessen) 11. Gießeni járás (Landkreis Gießen) (Székhely Gießen) 12. Lahn-Dill járás (Lahn-Dill-Kreis) (Székhely Wetzlar) 13. Limburg-Weilburgi járás (Landkreis Limburg-Weilburg) (Székhely Limburg an der Lahn) 14. Marburg-Biedenkopfi járás (Landkreis Marburg-Biedenkopf) (Székhely Marburg) 15. Vogelsberg járás (Vogelsbergkreis) (Székhely Lauterbach (Hessen)) 16. Fuldai járás (Landkreis Fulda) (Székhely Fulda) 17. Hersfeld-Rotenburgi járás (Landkreis Hersfeld-Rotenburg) (Székhely Bad Hersfeld) 18. Kasseli járás (Landkreis Kassel) (Székhely Kassel) 19. Schwalm-Eder járás (Schwalm-Eder-Kreis) (Székhely Homberg (Efze)) 20. Werra-Meißner járás (Werra-Meißner-Kreis) (Székhely Eschwege) 21. Waldeck-Frankenbergi járás (Landkreis Waldeck-Frankenberg) (Székhely Korbach) Önálló nagyvárosok: - DA – Darmstadt - F – Frankfurt am Main - KS – Kassel - OF – Offenbach am Main - WI – Wiesbaden | Hessen tartomány járásai |

### A legnagyobb városok

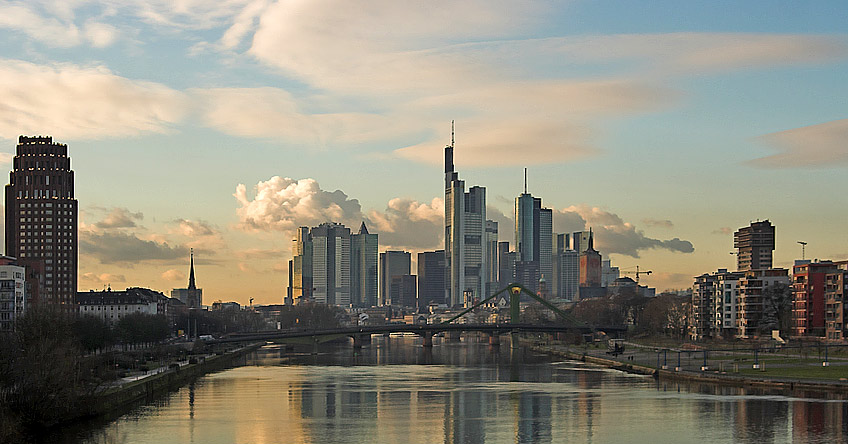
Frankfurt am Main

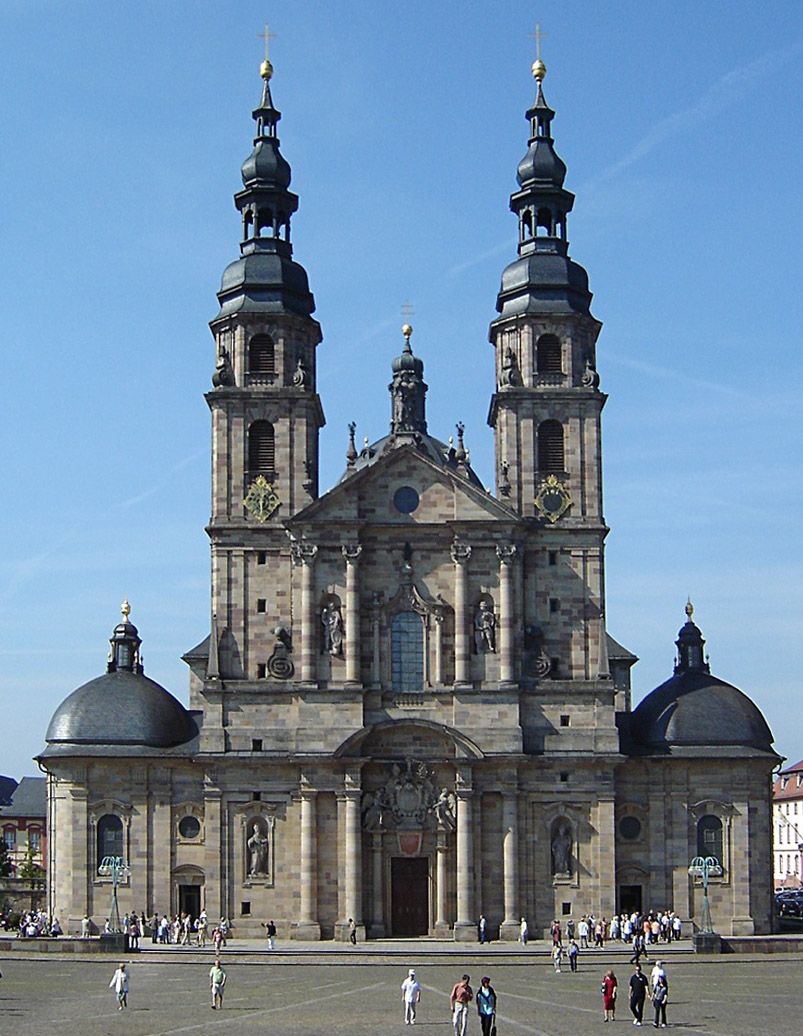
A fuldai dóm

| Város                    | Lakosság (fő) | Terület (km²) |
| ------------------------ | ------------- | ------------- |
| Frankfurt am Main        | 660 000       | 248,31        |
| Wiesbaden                | 287 000       | 204,10        |
| Kassel                   | 194 000       | 106,79        |
| Darmstadt                | 140 000       | 122,23        |
| Offenbach am Main        | 119 000       | 44,90         |
| Hanau                    | 88 000        | 76,49         |
| Marburg                  | 78 000        | 124,50        |
| Gießen                   | 73 000        | 72,56         |
| Fulda                    | 64 000        | 104,04        |
| Rüsselsheim              | 59 000        | 58,30         |
| Wetzlar                  | 52 000        | 75,67         |
| Bad Homburg vor der Höhe | 52 000        | 51,17         |

## Gazdaság
A Rajna–Majna régió gazdasági szempontból a tartomány legfontosabb régiója, melyhez a következő nagyobb városok tartoznak: Frankfurt am Main, Wiesbaden, Darmstadt, Offenbach am Main, Hanau, Rüsselsheim és Bad Homburg vor der Höhe.
Hessen lakosságának több mint a fele is ezen a területen él.
Itt például kémiai, gépészet- és autógyártó, pezsgőgyártó és, főleg Frankfurt és Wiesbadenben, szolgáltatási ipar mint nemzetközi bankok és biztosítási cégek, valamint Európa egyik legnagyobb tőzsdéje, a frankfurti tőzsde, található.
Észak-Hessenben Baunatalban egy Volkswagen-gyár, Wetzlarban a Leicaművek és Buderus, Kasselben pedig egy Transrapid-gyár települt le.
Hessen területének kb. 1/3 része mezőgazdaságilag van hasznosítva.
Biblisben egy atomerőmű áll.

### A legfontosabb cégek
| Cég                   | Alkalmazottak száma (2003, fő) |
| --------------------- | ------------------------------ |
| Deutsche Lufthansa AG | 34 500                         |
| Deutsche Bahn AG      | 25 000                         |
| Deutsche Post AG      | 24 700                         |
| REWE-Zentral AG       | 23 500                         |
| Adam Opel AG          | 20 000                         |
| Deutsche Telekom AG   | 19 000                         |
| Allianz Group         | 17 400                         |
| Siemens AG            | 16 300                         |
| Fraport AG            | 15 900                         |
| Volkswagen            | 15 300                         |

## Turizmus

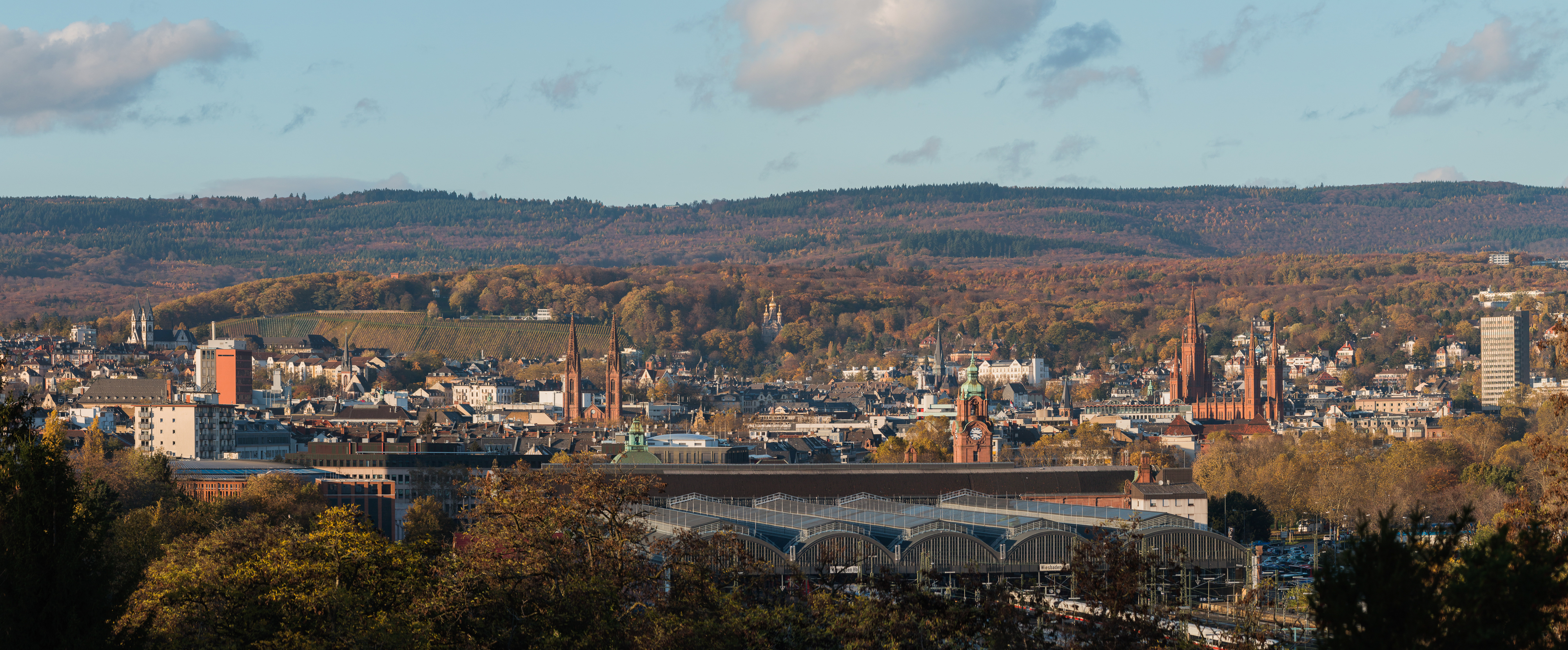
Wiesbaden, a székhely
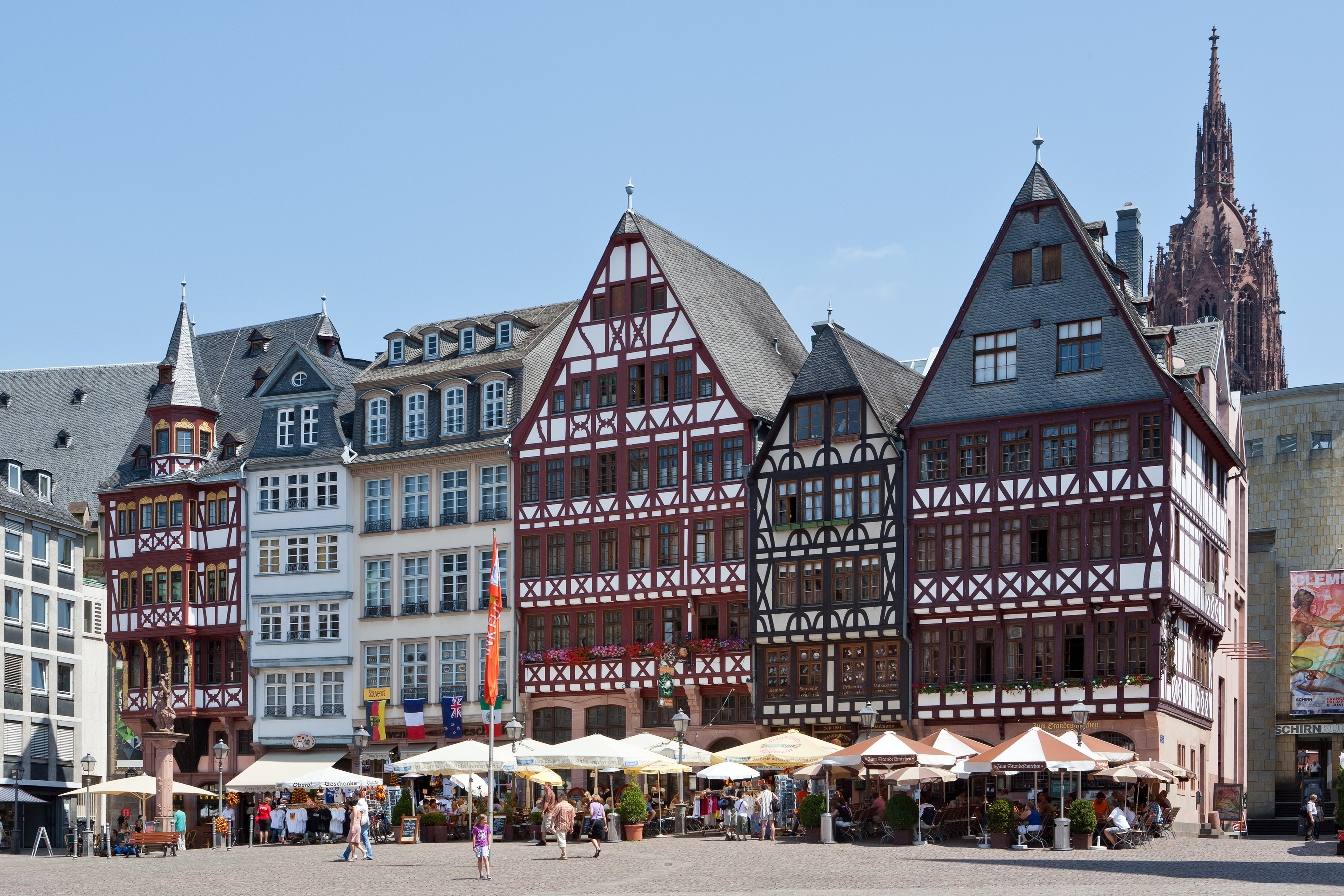
A Römerberg Frankfurt am Main városában
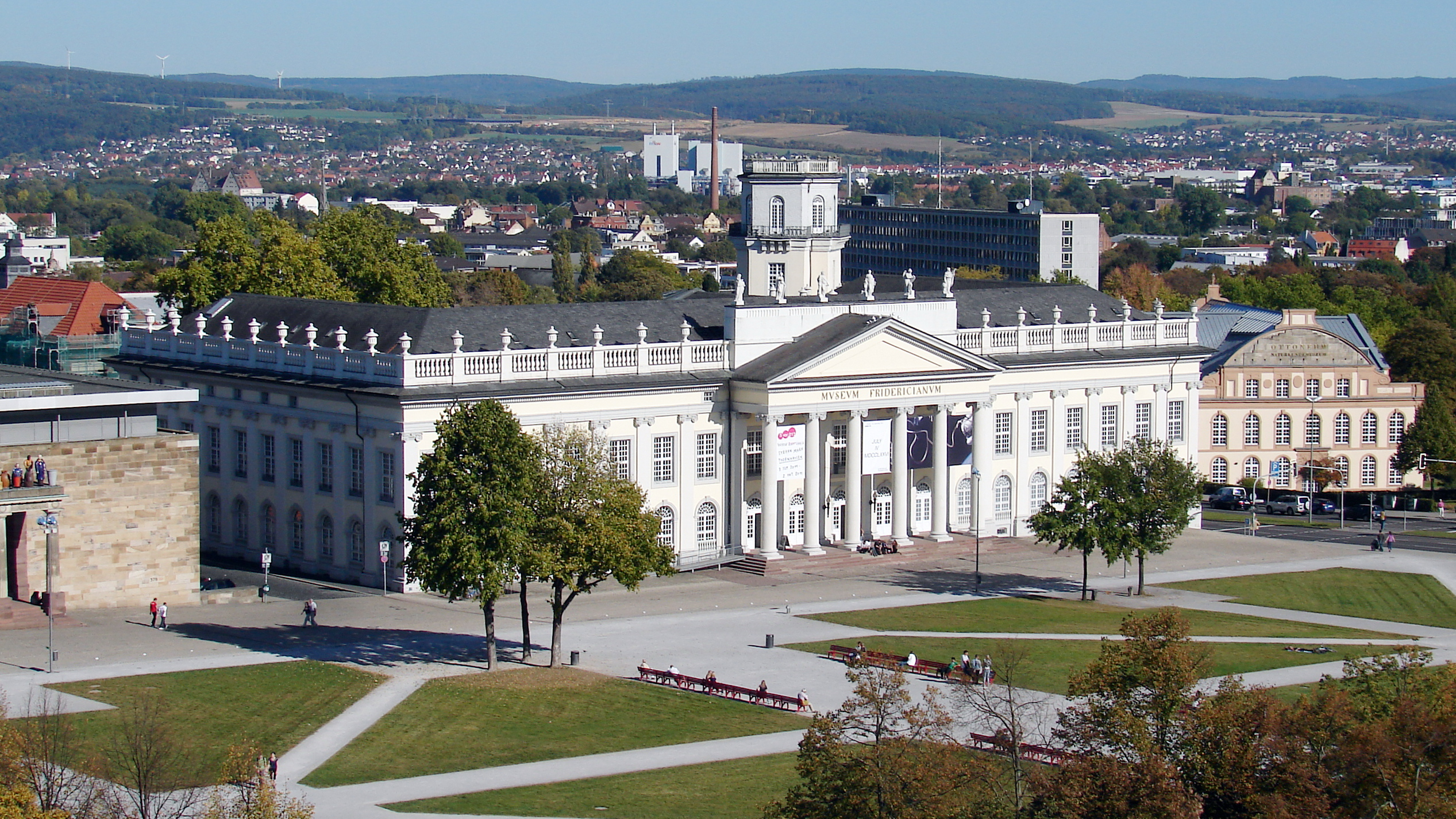
Parkhaus Galeria Kaufhof Kasselben
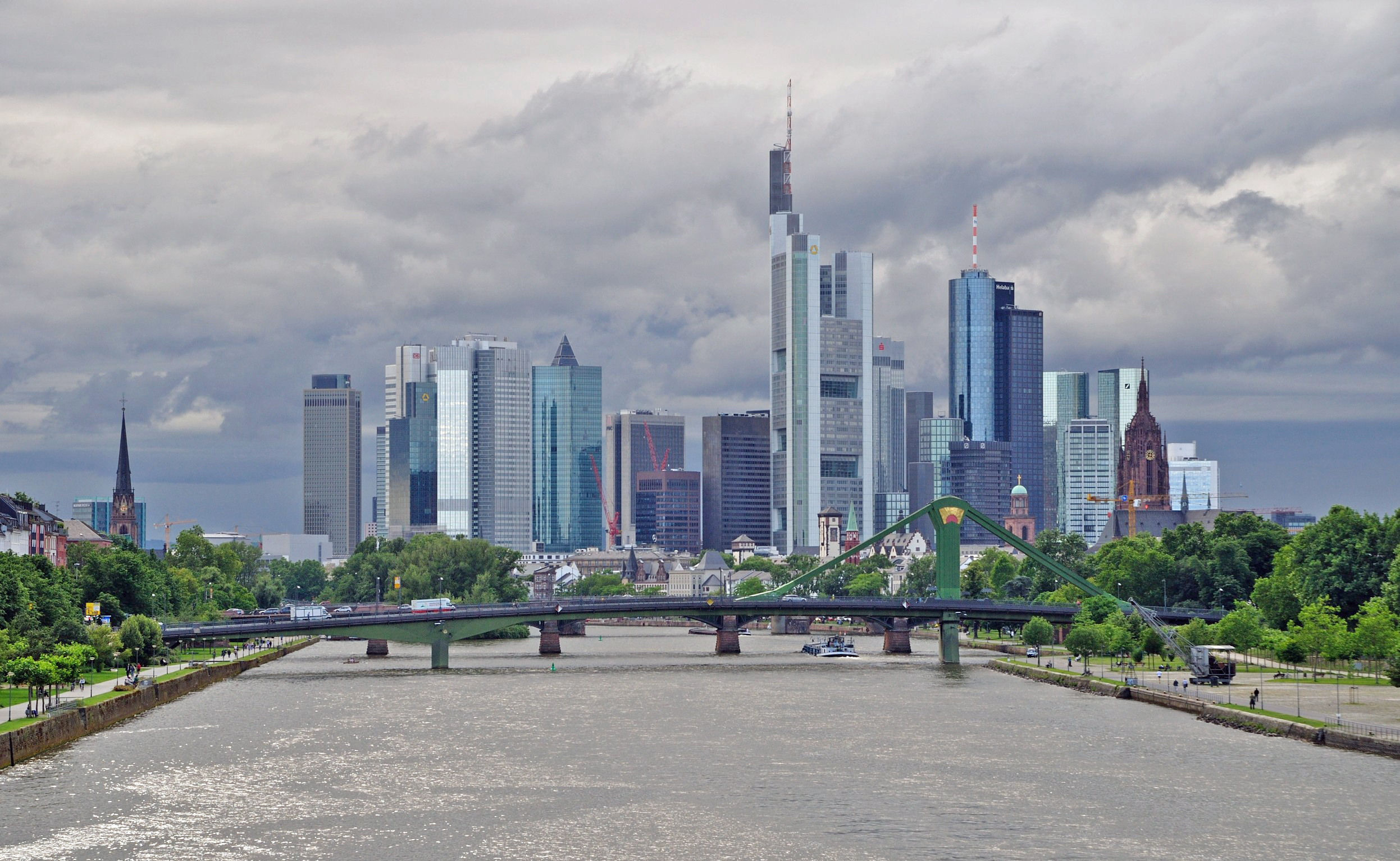
Frankfurt pénzügyi központja
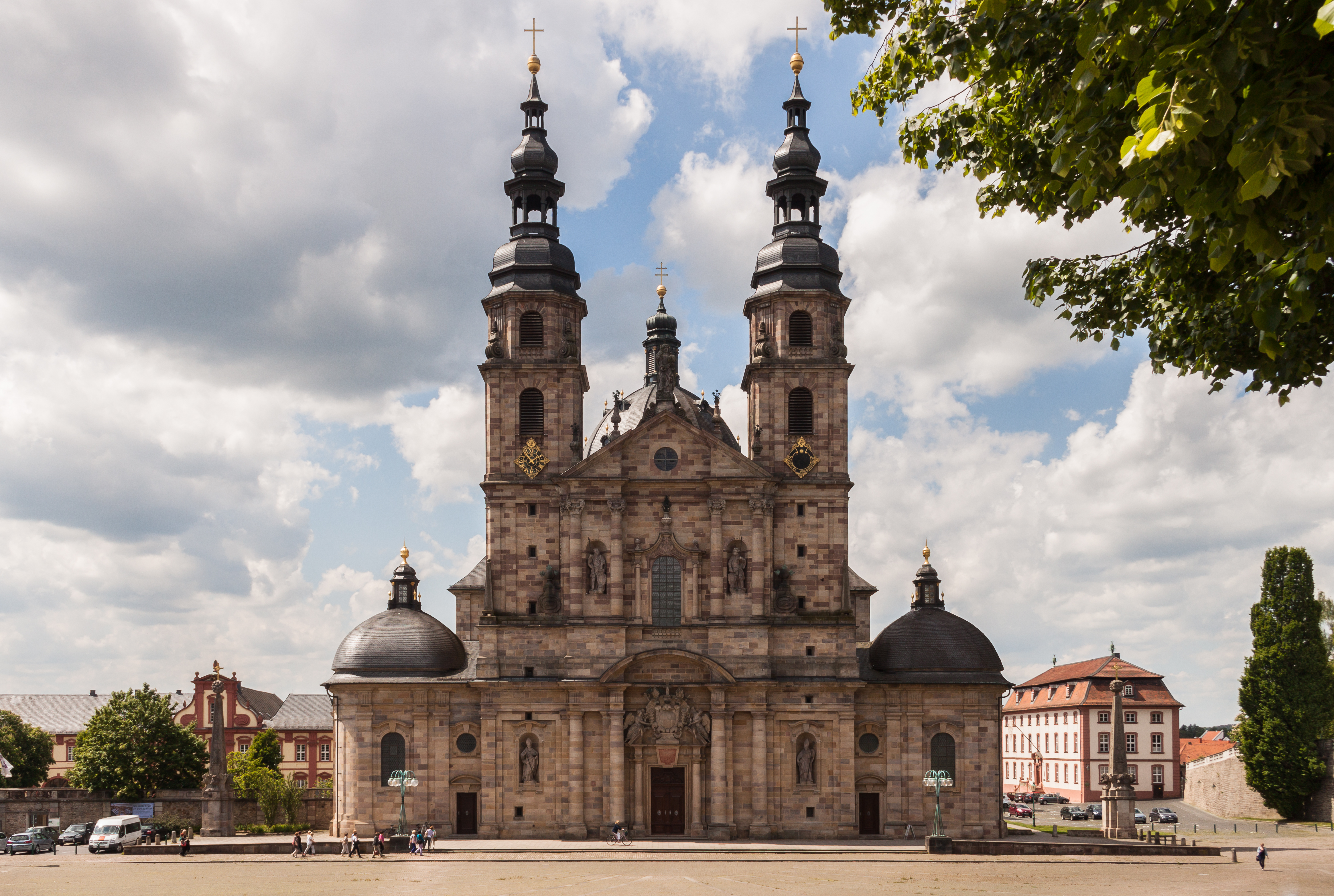
A fuldai dóm